# Лефевр, Лис
Лис Лефе́вр (нидерл. Lies Lefever; 8 февраля 1980, Ассе, Фламандский Брабант, Фламандский регион, Бельгия — 10 января 2018, там же) — бельгийская певица, исполнительница кабаре, комедиантка, журналистка и радиоведущая.

## Биография и карьера
Лис Лефевр родилась 8 февраля 1980 года в Ассе (провинция Фламандский Брабант, Фламандский регион, Бельгия).
5 февраля 2009 года Лефевр дебютировала как комедиант в качестве акта поддержки для Ознура Карака, а с 1 ноября 2009 года она выступала в качестве постоянного сторонника шоу «Камагурка исцеляет». На телевидении она выступала в «Красном ковре» и «Последнем шоу», где каждую среду в двенадцатом сезоне она исполняла песню протеста. В феврале 2010 года она была выбрана для фестиваля кабаре Leids и пробыла на нём до последнего выбора из восьми человек. Она больше не попала в полуфинал. В 2011 году она предоставила акт поддержки для театрального тура Филиппа Гебельса «Как это должно продолжаться?». Её первое полнометражное комедийное шоу — «Девушка удовольствия», премьера которого состоялась 30 сентября 2011 года.
Ранее Лефевр работала на Radio 2 и как внештатный журналист De Morgen.
В 2014 году она заняла 10-е место в списке Фламандско-Брабантского Гроуна на фламандских выборах от партии «Зелёных».
Лис Лефевр умерла 10 января 2018 года после неудачного падения у себя дома в Ассе. Была замужем, осталось двое детей — Кобе и Ваннес.